# Dendrobium franssenianum
Dendrobium franssenianum är en orkidéart som beskrevs av Johannes Jacobus Smith. Dendrobium franssenianum ingår i släktet Dendrobium, och familjen orkidéer. Inga underarter finns listade i Catalogue of Life.